# Ylodes
Ylodes é um género da ordem Trichoptera, pertencente à família Leptoceridae.
O género foi descrito em 1934 por Milne.
Espécies:
- Ylodes albicornis (Ulmer, 1905)
- Ylodes calcaratus (Martynov, 1928)
- Ylodes canus (Navas, 1933)
- Ylodes conspersus (Rambur, 1842)
- Ylodes detruncatus (Martynov, 1924)
- Ylodes frontalis (Banks, 1907)
- Ylodes internus (McLachlan, 1875)
- Ylodes jakutanus (Martynov, 1910)
- Ylodes kawraiskii (Martynov, 1909)
- Ylodes levanidovae Morse & Vshivkova, 1997
- Ylodes reuteri (McLachlan, 1880)
- Ylodes schmidi Manuel & Nimmo, 1984
- Ylodes simulans (Tjeder, 1929)
- Ylodes zarudnyi (Martynov, 1928)